# Théodote de Kyrénia
Pour les articles homonymes, voir Théodote.
Théodote de Kyrénia ou saint Théodote était évêque de Kyrénia au nord de Chypre. Il mourut vers 315.
C'est un saint chrétien, fêté le 2 mars.

## Histoire
L'empereur romain d'Orient Licinius (307-324) organisait des persécutions contre les chrétiens. Il envoya à Chypre le gouverneur Sabin avec ordre d'y poursuivre les chrétiens et en particulier les évêques : arrestations, tortures, emprisonnements étaient destinés à leur faire abjurer leur foi.
L'empereur romain d'Occident, Constantin Ier, souhaitait faire cesser de tels procédés. Il réussit à convaincre son collègue Licinius de venir signer avec lui un édit de tolérance à l'égard des chrétiens : l'édit de Milan en 313.
Aussitôt saint Théodote fut délivré et il gouverna à nouveau son Église pendant deux années avant de mourir.